# 瓦里·奥蒂洛
瓦里·奥蒂洛（匈牙利語：Vári Attila，1976年2月26日—），匈牙利前男子水球运动员。他曾代表匈牙利国家队参加2000年和2004年夏季奥林匹克运动会水球比赛，共获得二枚金牌。